# Dudi Sela
David "Dudi" Sela (Kiryat Shmona, 4. travnja 1985.) izraelski je tenisač rumunjskog podrijetla. Najbolji plasman karijere ostvario je 20. srpnja 2009. (29. mjesto ATP liste). S visinom od 174 cm jedan je od najnižih tenisača na Touru. Stariji brat Ofer također je bio tenisač.
Sela se tenisom profesionalno bavi od 2000., a 2003. je osvojio juniorski Roland Garros u konkurenciji parova. Dugi je niz godina reprezentativac Izraela u Davisovu kupu.
Osnovne karakteristike stila igre su mu velika brzina i servis-volej igra. Najviše voli tvrdu podlogu. Trener mu je sunarodnjak Yoav Schab.

## Vanjske poveznice
- Dudi Sela na stranici ATP-a

### Ostali projekti
|  | Zajednički poslužitelj ima još gradiva o temi Dudi Sela |